# Frumka Płotnicka
Frumka Płotnicka (1914, Pińsk – 3 août 1943, Będzin) est une combattante de la résistance juive polonaise pendant la Seconde Guerre mondiale ; elle milite à l'Organisation Juive de Combat (Żydowska Organizacja Bojowa ; ŻOB) et est membre de l'organisation sioniste Dror. Elle est l'un des organisateurs des groupes d'auto-défense dans le Ghetto de Varsovie, et participe aux préparatifs militaires du soulèvement du ghetto. À la suite de la liquidation du ghetto, Płotnicka déménage dans la région de Dąbrowa Basin (en) dans le sud de la Pologne. Sur les conseils de Mordechaj Anielewicz, Płotnicka monte un chapitre local de la Żydowska Organizacja Bojowa à Będzin avec la participation active de Józef et Boleslaw Kożuch ainsi que le Cwi (Zvi) Brandes. Elle assiste à la liquidation des ghettos de Sosnowiec et de Będzin par les autorités allemandes,,.
Lors de la déportation finale de début août 1943, l'Organisation Juive de Combat de Będzin fait se soulever le ghetto contre les Allemands (comme dans les environs de Sosnowiec). Le soulèvement de Będzin-Sosnowiec dure plusieurs jours, même si les SS franchissent la ligne principale de défense dans les premières heures. Frumka Płotnicka meurt le 3 août 1943, dans l'un des bunkers de Będzin en combattant les Allemands. A titre posthume, elle reçoit l'Ordre de la Croix de Grunwald du Comité polonais de libération nationale en avril 1945.

## Biographie
Frumka est née dans un village près de Pińsk pendant la Première Guerre mondiale, une partie de la nouvelle Pologne de 1919, après un siècle de partitions. Elle déménage à Varsovie en 1938, tenant un poste au siège du Mouvement de Jeunesse Sioniste Dror fondée sur les terres polonaises en 1915, pendant la guerre contre la Russie impériale.
À la suite de l'invasion de la Pologne en 1939 par l'Allemagne nazie et l'Union soviétique, Frumka commence à travailler en tant que cheffe pour le mouvement de la jeunesse illégal HeHalutz. En utilisant de fausses identités et en se grimant, elle voyage à travers le Gouvernement général entre les nombreux ghettos juifs. Elle est témoin du départ des trains de l'Holocauste vers les camp de la mort, connu sous le nom de Solution finale. En tant que messagère ('kashariyot'), elle livre des armes achetées par le Ghetto de Varsovie ainsi que des plans rédigés par le siège de l'organisation pour la fabrication de cocktails Molotov et de grenades à main. Dans les communautés juives qu'elle visite, Frumka est appelée « die Mameh », le mot yiddish pour « Maman ». Elle relaie tellement de rapports sur les liquidations des ghettos, qu'elle commence à se surnommer la « fossoyeuse ».
Après la Großaktion Warschau en septembre 1942, Płotnicka est envoyée de Varsovie vers Będzin par l'Organisation Juive de Combat (ŻOB) afin d'aider à l'organisation de la défense dans le ghetto. La ŻOB s’est implantée dans le Ghetto de Varsovie seulement deux mois plus tôt, lorsque les SS dirigés par Hermann Höfle ont commencé les rafles de juifs visant à expulser 254 000 prisonniers vers le nouveau camp d'extermination de Treblinka, :

« Les juifs affluaient vers elle de tous les côtés. On se demandaient si elle devait rentrer chez elle [dans la zone d'occupation allemande] ou continuer vers l'est, vers les provinces dominées par les soviétiques. Un autre serait à la recherche d'un bol de soupe chaude ou un morceau de pain pour sa femme et ses enfants. Ils l'appelaient « die Mameh » et sans se tromper, elle était une mère dévouée à eux — Zivia Lubetkin »

Płotnicka est la première messagère juive dans le Ghetto pour la contrebande d'armes venant de la partie aryenne de la ville, grâce au transport de celles-ci dans des sacs de pommes de terre.

### Soulèvement du Ghetto de Będzin
Dans le Ghetto de Będzin, la résistance juive s'est formée en 1941. Le ghetto n'a jamais été entouré par un mur, même s'il est étroitement surveillé par les allemands et les policiers juifs du ghetto. En mars 1941, il y a 25 171 Juifs à Będzin ; s’ajoutent 27 000 nouvelles personnes après l'expulsion de la communauté juive de Oświęcim, pour y créer le camp d'Auschwitz II Birkenau. En mai 1942, les déportations vers Auschwitz commencent avec le premier transport de 3 200 juifs chargés sur les trains de l'Holocauste à l'Umschlagplatz. Sur les conseils de Mordechaj Anielewicz, resté à Dąbrowa Basin vers la mi-1942, Płotnicka, Brandes et les frères Kożuch organisent un chapitre local du ŻOB. Le 3 août 1943, lors de la déportation finale, les partisans lancent un soulèvement qui a duré plusieurs jours. Płotnicka est tuée dans un bunker de la rue Podsiadły le même jour.

## Hommages
- Płotnicka est enregistrée par le mémorial de Yad Vashem en tant que victime de l'Holocauste en 1957[9].
- Les lettres à sa sœur sont publiées en 1945[10].
- Une plaque commémorative en syénite dédiée à sa mémoire est située à l'intersection des rues Niska (pl) et Dubois de Varsovie. Le mémorial de pierre fait partie d'un Sentier de Mémoire de la Lutte et du Martyre des Juifs de la ville inauguré en 1988, s'étendant à partir de l'intersection des rues Zamenhof (pl) et Anielewicz (pl) à l'intersection des rues Dzika et Stawki[9].

## Distinctions
- Ordre de la Croix de Grunwald du Comité polonais de libération nationale le 19 avril 1945[5].